# Claes Johanson
Claes Johanson (Mark Municipality, Suecia, 4 de noviembre de 1884-Gotemburgo, 9 de marzo de 1949) fue un deportista sueco especialista en lucha grecorromana donde llegó a ser campeón olímpico en Estocolmo 1912.

## Carrera deportiva
En los Juegos Olímpicos de 1912 celebrados en Estocolmo ganó la medalla de oro en lucha grecorromana estilo peso medio, por delante del ruso Martin Klein y del finlandés Alfred Asikainen. Posteriormente, en las Olimpiadas de Amberes 1920 también ganó el oro, en esta ocasión en la categoría de peso pesado.